# 古原白蟻科
古原白蟻科 (Termopsidae) 為一群已滅絕的白蟻，蜚蠊目。2009年古原白蟻科中的5屬被移出並建立了原白蟻科，古原白蟻科只剩下化石物種。
從此化石物種皆被分配至該科，但是有些古原白蟻科的物種不一定比原白蟻科來得古老，甚至有些原白蟻科可能是古原白蟻科的基群物種。

## 屬
- 亞洲原白蟻屬 Asiatermes (Early Cretaceous of China)
- 華夏白蟻屬 Huaxiatermes (Early Cretaceous of China)
- 中間原白蟻屬 Mesotermopsis (Early Cretaceous of China)
- 創白蟻屬 Cretatermes (Late Cretaceous of Labrador, Canada)
- 泥濘原白蟻屬 Lutetiatermes (Late Cretaceous of France)
- 古原白蟻屬 Paleotermopsis (Late Oligocene of France)
- 繪白蟻屬 Parotermes (Oligocene of Colorado, USA)

## 同物異名
1911年為原白蟻亞科，由Nils Holmgren命名，1949年被皮埃尔-保罗·格拉斯提升至科級。